# Romancia
Romancia (également connu sous le nom de Dragon Slayer Jr.) est un jeu vidéo de type action-RPG développé et édité par Nihon Falcom à partir de 1986 sur PC-88, PC-98, MSX, MSX2, Sharp X1, NES et Windows.